# Magnolia
Magnolia (Magnolia L.) este un gen de plante care aparține familiei Magnoliaceae. Este numit după botanistul francez Pierre Magnol⁠(d). 
Magnolia este un gen vechi. Apărând înainte de albine, se crede că florile au evoluat pentru a încuraja polenizarea de către coleoptere. Pentru a evita daunele provocate de gândacii ce polenizează, carpelele florilor de Magnolie sunt extrem de dure. Au fost găsite specimene fosilizate de M. acuminata datând de acum 20 de milioane de ani, iar plantele care aparțin familiei Magnoliaceae datează de acum 95 de milioane de ani. Un alt aspect al magnoliei considerat a reprezenta o stare ancestrală este că mugurele florii este închis într-o bractee mai degrabă decât în sepale; părțile periante sunt nediferențiate și numite tepale mai degrabă decât sepalele distincte și petalele. Magnolia împărtășește caracteristica tepală cu mai multe plante înfloritoare în apropierea bazei plantelor cu flori, cum ar fi Amborella și Nymphaea (precum și cu multe plante derivate recent, cum ar fi crinul). Gama naturală de specii Magnolia este o distribuție disjunctivă, cu un centru principal în Asia de Est și de Sud-Est și un centru secundar în estul Americii de Nord, America Centrală, Indiile de Vest și câteva specii din America de Sud și cuprinde circa 77 de specii de arbori sau arbuști.

## Descriere

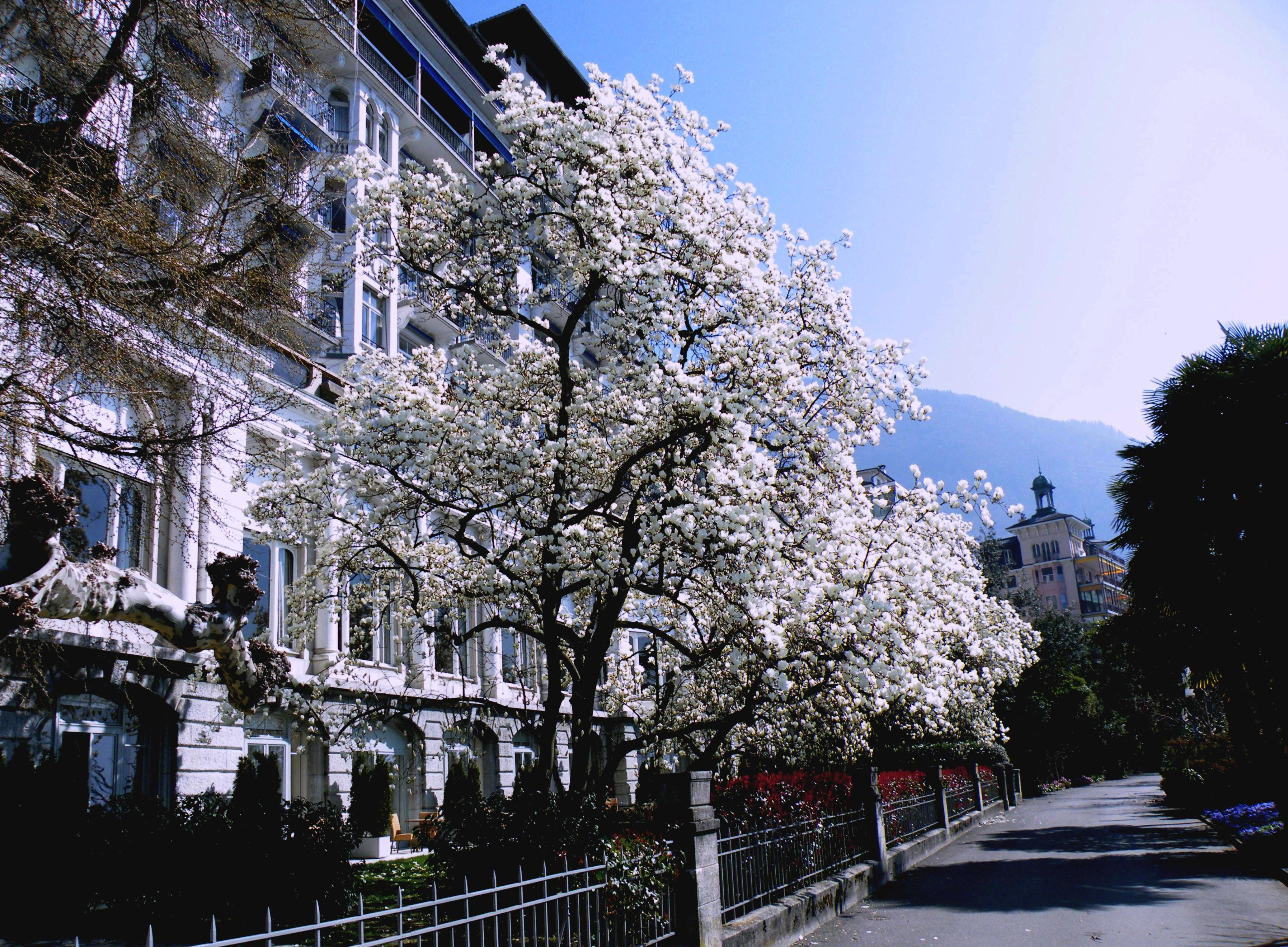
Magnolia în plină floare

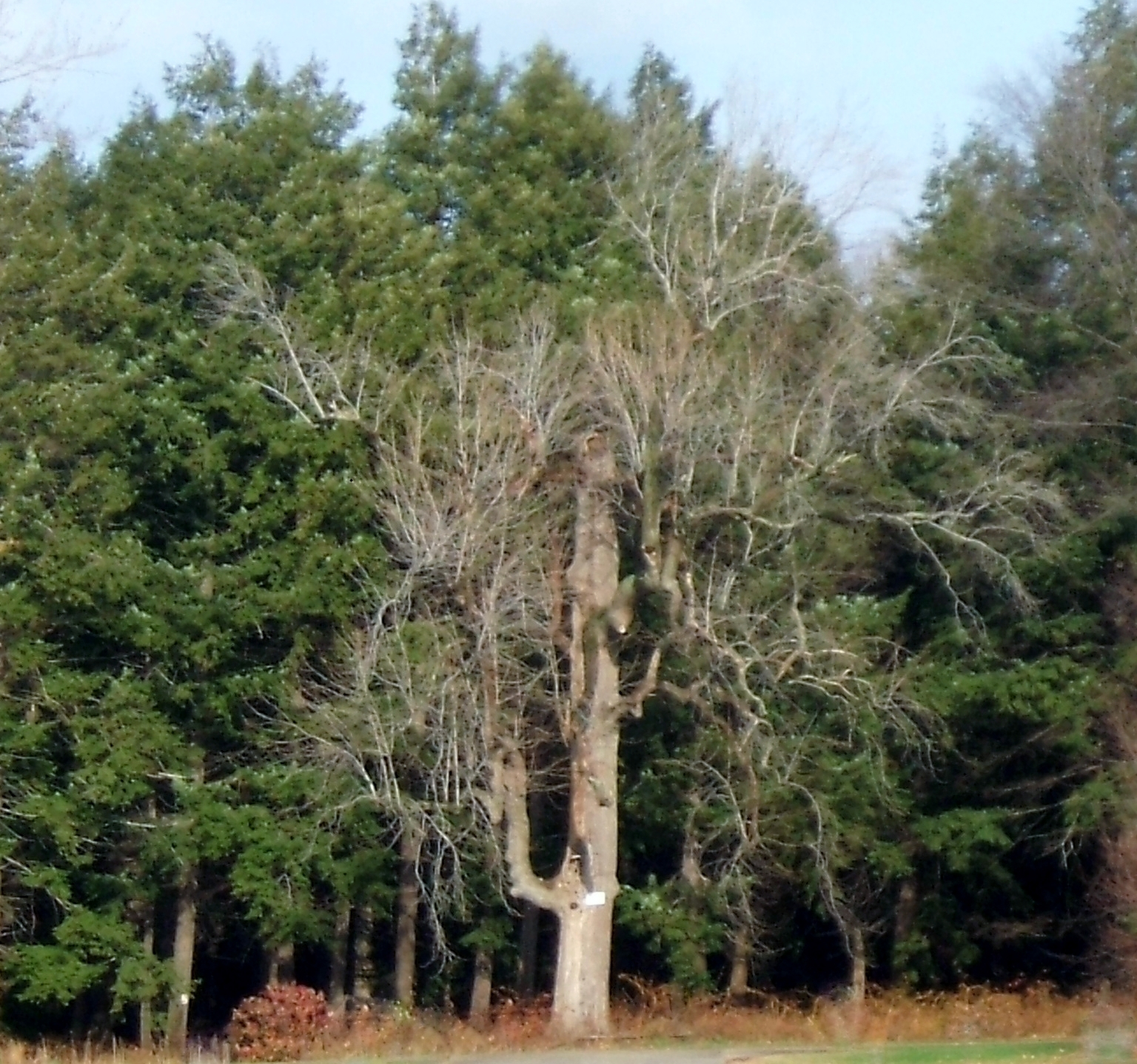
Magnolia în toamnă

- Frunzele sunt simple cu marginea întreagă sau rar-lobată, acute, scurt-pețiolate, alterne, caduce sau persistente și ovale.
- Rădăcina este rămuroasă.
- Tulpina este aeriană, ramificată.

- Florile sunt mari, solitare, hermafrodite (cca 12 foliole, număr mare de stamine și stile), de culoare roz, alb, vișiniu sau verzi-gălbui.

- Fructul este compus, în formă de con.
- Sămânța este dicotiledonată (cu 2 cotiledoane)

## Înmulțire
Se înmulțește prin semințe și pe cale asexuată (marcotaj, altoire), în soluri fertile. Înmulțirea se mai poate face și cu ajutorul insectelor (albine, fluturi etc).

## Utilizare
Ca plante ornamentale, se folosesc în parcuri și grădini (ca exemplare izolate sau grupate, pe alei). Ramurile unor specii se pot folosi și în aranjamente florale.
Funcțiile organismului sunt:
- de relație
- de nutriție:
  - de hrănire prin fotosinteză, adică autotrof, mai exact prin frunze
  - de respirație prin stomatele frunzei
- de excreție/transpirație
- de circulație: seva bruta prin tes(țesut)lemnos și seva elaborată prin tes liberian

## Specii
- Magnolia acuminata
- Magnolia albosericea
- Magnolia allenii
- Magnolia amazonica
- Magnolia amoena
- Magnolia angatensis
- Magnolia angustioblonga
- Magnolia annamensis
- Magnolia arcabucoana
- Magnolia argyrothricha
- Magnolia aromatica
- Magnolia ashtonii
- Magnolia baillonii
- Magnolia balansae
- Magnolia banghamii
- Magnolia bankardiorum
- Magnolia bawangensis
- Magnolia beccarii
- Magnolia betongensis
- Magnolia bintuluensis
- Magnolia biondii
- Magnolia blaoensis
- Magnolia blumei
- Magnolia boliviana
- Magnolia borneensis
- Magnolia braianensis
- Magnolia calimaensis
- Magnolia calophylla
- Magnolia calophylloides
- Magnolia campbellii
- Magnolia cararensis
- Magnolia caricifragrans
- Magnolia carsonii
- Magnolia cathcartii
- Magnolia cavaleriei
- Magnolia caveana
- Magnolia cespedesii
- Magnolia champaca
- Magnolia championii
- Magnolia changhungtana
- Magnolia chapensis
- Magnolia chevalieri
- Magnolia chimantensis
- Magnolia chocoensis
- Magnolia citrata
- Magnolia clemensiorum
- Magnolia coco
- Magnolia colombiana
- Magnolia compressa
- Magnolia conifera
- Magnolia coriacea
- Magnolia coronata
- Magnolia crassipes
- Magnolia cristalensis
- Magnolia cubensis
- Magnolia cylindrica
- Magnolia dandyi
- Magnolia dawsoniana
- Magnolia decidua
- Magnolia delavayi
- Magnolia denudata
- Magnolia dixonii
- Magnolia dodecapetala
- Magnolia doltsopa
- Magnolia domingensis
- Magnolia duclouxii
- Magnolia duperreana
- Magnolia ekmanii
- Magnolia elegans
- Magnolia elegantifolia
- Magnolia elliptigemmata
- Magnolia emarginata
- Magnolia ernestii
- Magnolia espinalii
- Magnolia figlarii
- Magnolia figo
- Magnolia fistulosa
- Magnolia flaviflora
- Magnolia floribunda
- Magnolia fordiana
- Magnolia foveolata
- Magnolia fraseri
- Magnolia fujianensis
- Magnolia fulva
- Magnolia garrettii
- Magnolia georgii
- Magnolia gigantifolia
- Magnolia gilbertoi
- Magnolia globosa
- Magnolia gloriensis
- Magnolia grandiflora
- Magnolia grandis
- Magnolia griffithii
- Magnolia guangdongensis
- Magnolia guangxiensis
- Magnolia guatapensis
- Magnolia guatemalensis
- Magnolia guerrerensis
- Magnolia gustavii
- Magnolia hamorii
- Magnolia henaoi
- Magnolia henryi
- Magnolia hernandezii
- Magnolia hodgsonii
- Magnolia hongheensis
- Magnolia hookeri
- Magnolia hypolampra
- Magnolia iltisiana
- Magnolia insignis
- Magnolia irwiniana
- Magnolia iteophylla
- Magnolia jardinensis
- Magnolia jigongshanensis
- Magnolia kachirachirai
- Magnolia katiorum
- Magnolia kingii
- Magnolia kisopa
- Magnolia kobus
- Magnolia koordersiana
- Magnolia krusei
- Magnolia kwangsiensis
- Magnolia kwangtungensis
- Magnolia lacei
- Magnolia laevifolia
- Magnolia lanuginosa
- Magnolia lanuginosoides
- Magnolia lasia
- Magnolia lenticellata
- Magnolia leveilleana
- Magnolia liliifera
- Magnolia liliiflora
- Magnolia longipedunculata
- Magnolia lotungensis
- Magnolia lucida
- Magnolia macclurei
- Magnolia macklottii
- Magnolia macrophylla
- Magnolia magnifolia
- Magnolia mahechae
- Magnolia mannii
- Magnolia mariusjacobsia
- Magnolia martini
- Magnolia masticata
- Magnolia maudiae
- Magnolia mediocris
- Magnolia mexicana
- Magnolia minor
- Magnolia mirifolia
- Magnolia montana
- Magnolia morii
- Magnolia multiflora
- Magnolia nana
- Magnolia narinensis
- Magnolia neillii
- Magnolia nilagirica
- Magnolia nitida
- Magnolia oblonga
- Magnolia obovalifolia
- Magnolia obovata
- Magnolia odora
- Magnolia odoratissima
- Magnolia officinalis
- Magnolia omeiensis
- Magnolia opipara
- Magnolia ovata
- Magnolia ovoidea
- Magnolia pacifica
- Magnolia pahangensis
- Magnolia pallescens
- Magnolia panamensis
- Magnolia patungensis
- Magnolia pealiana
- Magnolia persuaveolens
- Magnolia philippinensis
- Magnolia platyphylla
- Magnolia pleiocarpa
- Magnolia poasana
- Magnolia polyhypsophylla
- Magnolia portoricensis
- Magnolia praecalva
- Magnolia proctoriana
- Magnolia ptaritepuiana
- Magnolia pterocarpa
- Magnolia pubescens
- Magnolia pugana
- Magnolia punduana
- Magnolia rabaniana
- Magnolia rajaniana
- Magnolia rimachii
- Magnolia rostrata
- Magnolia rufibarbata
- Magnolia sabahensis
- Magnolia salicifolia
- Magnolia sambuensis
- Magnolia santanderiana
- Magnolia sapaensis
- Magnolia sarawakensis
- Magnolia sargentiana
- Magnolia schiedeana
- Magnolia scortechinii
- Magnolia sellowiana
- Magnolia sharpii
- Magnolia shiluensis
- Magnolia siamensis
- Magnolia sieboldii
- Magnolia silvioi
- Magnolia singapurensis
- Magnolia sinica
- Magnolia sirindhorniae
- Magnolia sororum
- Magnolia soulangeana
- Magnolia sphaerantha
- Magnolia splendens
- Magnolia sprengeri
- Magnolia stellata
- Magnolia striatifolia
- Magnolia sumatrae
- Magnolia tamaulipana
- Magnolia thailandica
- Magnolia tripetala
- Magnolia tsiampacca
- Magnolia urraoensis
- Magnolia utilis
- Magnolia vazquezii
- Magnolia venezuelensis
- Magnolia ventii
- Magnolia villosa
- Magnolia wilsonii
- Magnolia virginiana
- Magnolia virolinensis
- Magnolia wolfii
- Magnolia vrieseana
- Magnolia wugangensis
- Magnolia xanthantha
- Magnolia xiana
- Magnolia xinganensis
- Magnolia yarumalensis
- Magnolia yoroconte
- Magnolia yunnanensis
- Magnolia yuyuanensis
- Magnolia zenii
- Magnolia zhengyiana

## Imagini

Magnolie (Grădina Botanică din București)
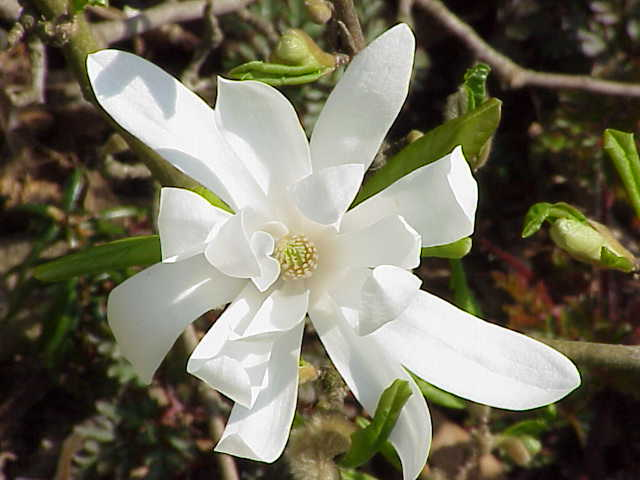
Magnolia stellata
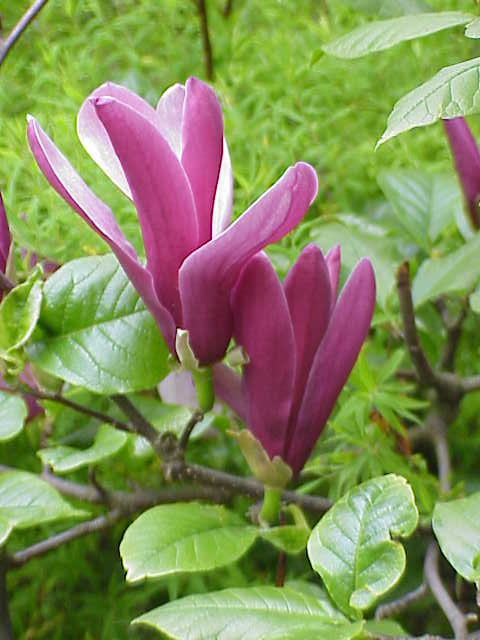
Magnolia liliiflora
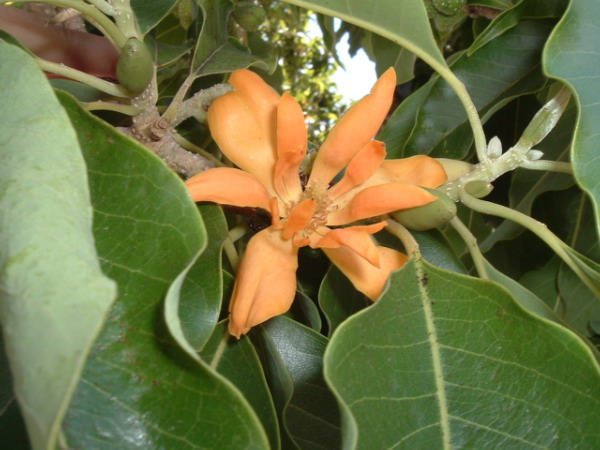
Magnolia champaca
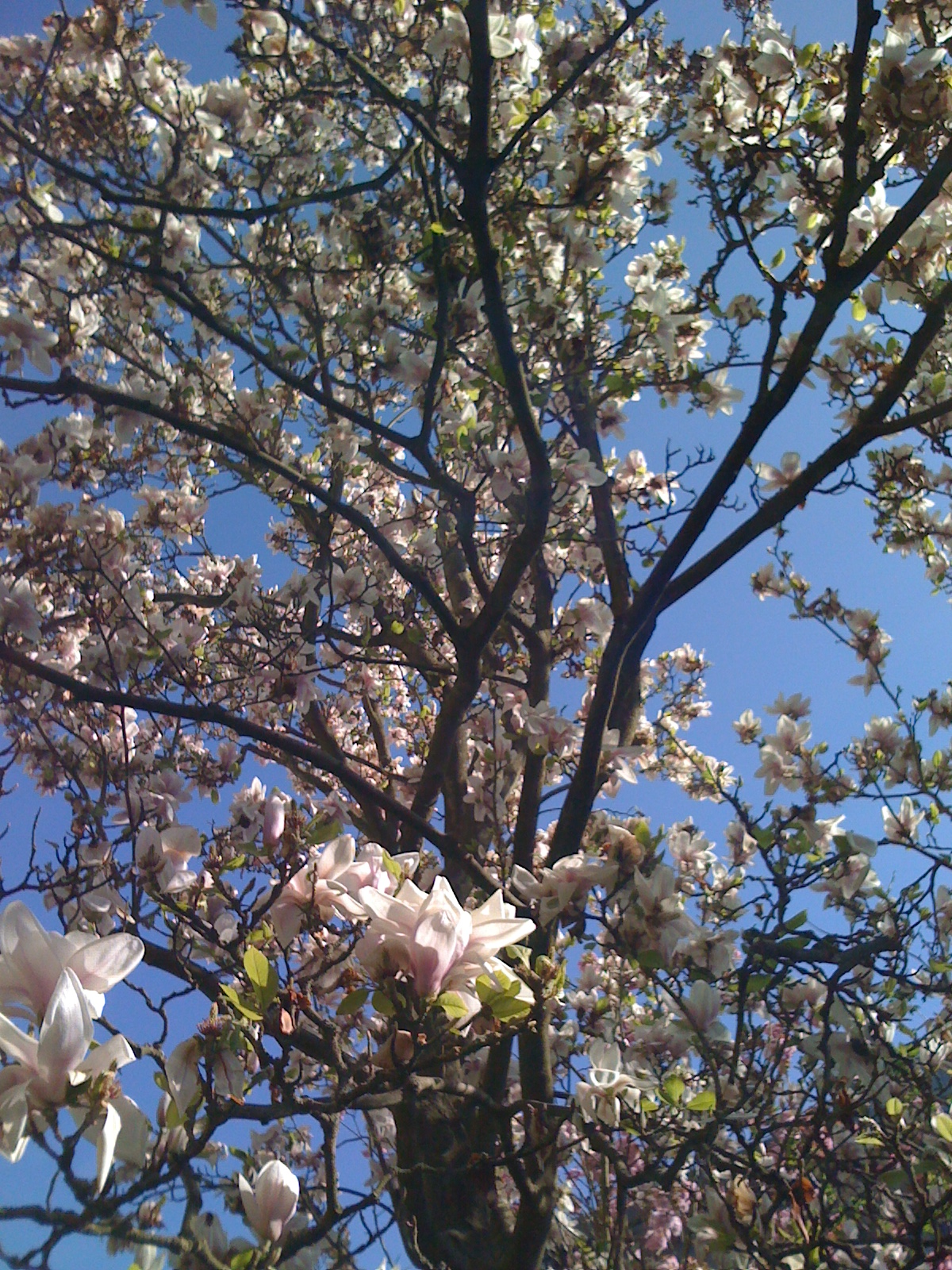